# Rem als Jocs Olímpics d'estiu de 1956
Als Jocs Olímpics d'Estiu de 1956 celebrats a la ciutat de Melbourne (Austràlia) es disputaren set proves de rem, totes elles en categoria masculina. La competició tingué lloc entre els dies 23 i 27 de novembre de 1956 al Llac Wendouree, prop de Ballarat.
Hi participaren un total de 242 remers de 25 comitès nacionals diferents.

## Resum de medalles
| Prova                        | Or | Argent | Bronze |
| Scull individual Detalls     | Vyacheslav Ivanov | Stuart MacKenzie | John B. Kelly |
| Doble Scull Detalls          | Unió SovièticaAleksandr Berkutov · Yuri Tyukalov | Estats UnitsBernard Costello · James Gardiner | AustràliaMurray Riley · Mervyn Wood |
| Dos sense timoner Detalls    | Estats UnitsJames Fifer · Duvall Hecht | Unió SovièticaÍgor Buldakov · Víktor Ivanov | ÀustriaAlfred Sageder · Josef Kloimstein |
| Dos amb timoner Detalls      | Estats UnitsArthur Ayrault · Conn Findlay · Armin Seiffert                                                                                                  | AlemanyaKarl von Groddeck · Horst Arndt · Rainer Borkowsky | Unió SovièticaIhor Yemchuk · Georgiy Zhylin · Vladimir Petrov                                                                                        |
| Quatre sense timoner Detalls | CanadàArchibald McKinnon · Lorne Loomer · Walter D'Hondt · Donald Arnold                                                                                    | Estats UnitsJohn Welchli · John McKinlay · Arthur McKinlay · James McIntosh                                                                                    | FrançaRené Guissart · Yves Delacour · Gaston Mercier · Guy Guillabert                                                                                |
| Quatre amb timoner Detalls   | ItàliaAlberto Winkler · Romano Sgheiz · Angelo Vanzin · Franco Trincavelli · Ivo Stefanoni                                                                  | SuèciaOlle Larsson · Gösta Eriksson · Ivar Aronsson · Evert Gunnarsson · Bertil Göransson                                                                      | FinlàndiaKauko Hänninen · Reino Poutanen · Veli Lehtelä · Toimi Pitkänen · Matti Niemi                                                               |
| Vuit amb timoner Detalls     | Estats UnitsThomas Charlton · David Wight · John Cooke · Donald Beer · Caldwell Esselstyn · Charles Grimes · Rusty Wailes · Robert Morey · William Becklean | CanadàPhilip Kueber · Richard McClure · Robert Wilson · David Helliwell · Donald Pretty · William McKerlich · Douglas McDonald · Lawrence West · Carlton Ogawa | AustràliaMichael Aikman · David Boykett · Angus Benfield · James Howden · Garth Manton · Walter Howell · Adrian Monger · Bryan Doyle · Harold Hewitt |

## Medaller
| Posició | País           | Or | Argent | Bronze | Total |
| 1       | Estats Units   | 3  | 2      | 1      | 6     |
| 2       | Unió Soviètica | 2  | 1      | 1      | 4     |
| 3       | Canadà         | 1  | 1      | 0      | 2     |
| 4       | Itàlia         | 1  | 0      | 0      | 1     |
| 5       | Austràlia      | 0  | 1      | 2      | 3     |
| 6       | Alemanya       | 0  | 1      | 0      | 1     |
| 6       | Suècia         | 0  | 1      | 0      | 1     |
| 8       | Àustria        | 0  | 0      | 1      | 1     |
| 8       | França         | 0  | 0      | 1      | 1     |
| 8       | Finlàndia      | 0  | 0      | 1      | 1     |